# Hans-Dieter Ihlenfeldt
Hans-Dieter Ihlenfeldt, född 17 juli 1932 i Kiel, död 9 februari 2023, var en tysk botaniker.
Ihlenfeldt var 1964-1971 privatdocent i botanik, särskilt morfologi och systematik, och 1971–1995 professor i botanik, särskilt morfologi och systematik vid Hamburgs universitet.

## Eponymer
- (Aizoaceae) Ihlenfeldtia H.E.K.Hartmann
- (Crassulaceae) Crassula ihlenfeldtii Friedrich
- (Pedaliaceae) Uncarina ihlenfeldtiana Lavranos